# Antonio Zanchi

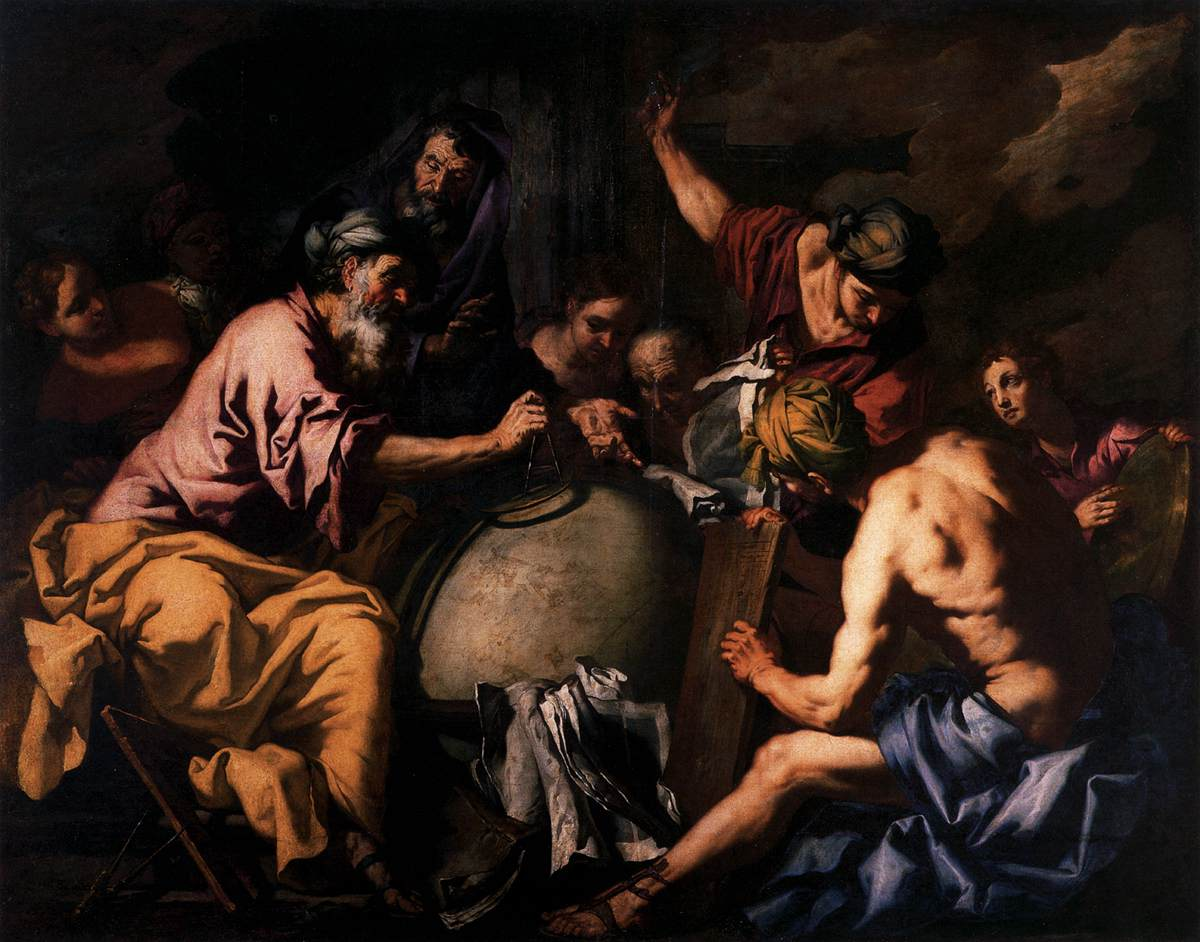
Abraham enseña Astrología a los egipcios, Santa Maria del Giglio, Venecia.

Antonio Zanchi [anˈtɔːnjo ˈdzaŋki] (Este, 6 de diciembre de 1631 - Venecia, 12 de abril de 1722), pintor italiano activo durante el Barroco tardío.

## Biografía

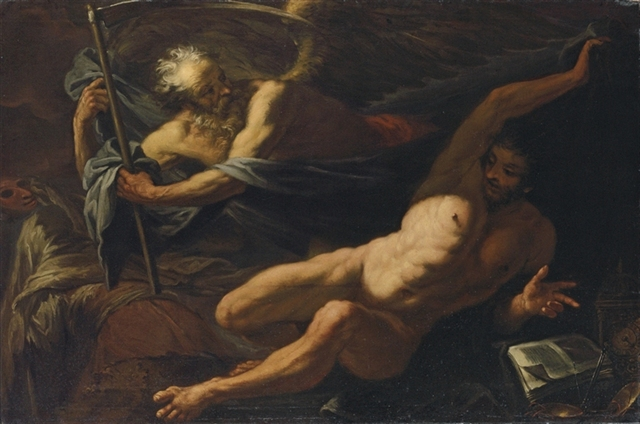
Alegoría del Tiempo.

Su primer maestro fue Giacomo Pedrali (muerto en 1660), aunque su influencia no es perceptible en el trabajo posterior de Zanchi. Muy joven marchó a Venecia, donde ingresó en el taller de Matteo Ponzone. Sin embargo, quien influyó definitivamente en el arte del joven pintor fue Francesco Ruschi y por su intermediación, Tintoretto, que fue el mayor referente de Zanchi en su trayectoria posterior.
Los primeros trabajos conocidos se caracterizan por la dureza en la ejecución de los drapeados de las figuras (ejemplo de ello son una serie de grabados destinados a los frontispicios de diversos libretos de ópera, como La Statira de Bunesello) inspirados en Ruschi. Al mismo tiempo se percibe la creciente influencia por el trabajo de artistas como Luca Giordano o Giovanni Battista Langetti, por aquel entonces trabajando en Venecia. Poco después, la fama de Zanchi ya era notable, pues en 1662 recibió autorización para abrir una academia propia.
En los siguientes años Zanchi desarrollará su propia personalidad artística. Una búsqueda del realismo pictórico, con el uso del claroscuro de efectos dramáticos y las temáticas de corte violento serán los medios utilizados para alcanzarla. Zanchi evolucionó hacia un estilo a veces incluso teatral, muy adecuado para las representaciones alegóricas e históricas de gran formato. Muchas de ellas están basadas en otras anteriores de Paolo Veronese, traducidas al lenguaje más aparatoso del barroco.
A finales de siglo, Zanchi centrará su actividad en los alrededores de su ciudad natal, Este. De su actividad en aquellos años han quedado numerosas obras en toda la región.
Entre sus alumnos pueden citarse a Pietro Negri, Francesco Trevisani o Antonio Molinari.

## Obras destacadas
- Entrada de Cristo en Jerusalén (c. 1650, Casa di Pena, Padua)
- Sansón y Dalila
- Alejandro ante el cuerpo de Darío (c. 1660, Palazzo Albrizzi, Venecia)
- Abraham enseña Astrología a los egipcios (1665, Santa Maria del Giglio, Venecia)
- La Virgen se aparece a las víctimas de la peste en Venecia (1666, Scuola Grande di San Rocco, Venecia)
- Expulsión de los mercaderes del Templo (1667, Scuola di San Fantin, Venecia)
- Juicio Universal (Scuola di San Fantin, Venecia)
- Martirio de San Julián (1674, San Giuliano, Venecia)
- José presenta a sus hermanos ante el Faraón (Residenz, Munich)
- Milagro de Moisés (Santa Maria Maggiore, Bergamo)